# Gare Ramsès
La gare Ramsès (Mahattat Ramses), également appelée gare centrale du Caire, est une gare ferroviaire égyptienne, située place Ramsès, au Caire, dont c'est la principale gare.

## Nom de la gare
Le nom est dérivé de l'ancien pharaon Ramsès II dont la statue fut érigée par Gamal Abdel Nasser sur la place en 1955. La place Ramsès était alors officiellement appelée place de la gare (Midan Bab Al-Hadid) tandis que la gare Ramsès était nommée gare de l'Égypte (Misr Station).

## Histoire
La première gare est mise en service le 16 septembre 1856 ; c'est le terminus de la ligne d'Alexandrie au Caire, première ligne de chemin de fer d'Égypte. Le bâtiment voyageurs actuel, construit en 1892, est remaniée en 1955. 
Au mois d'août 2006, la monumentale statue de Ramsès II, installée sur la place par Gamal Abdel Nasser dans les années 1950, quitte son emplacement, sur la place face à la gare, pour rejoindre 30 kilomètres plus loin Gizeh et son nouvel emplacement à proximité du futur Grand Musée égyptien à moins de trois kilomètres des pyramides.
La gare est de nouveau rénovée et réaménagée en 2011. Le transit journalier est d'environ 3,2 millions de voyageurs.

## Service des voyageurs

Sur les quais.
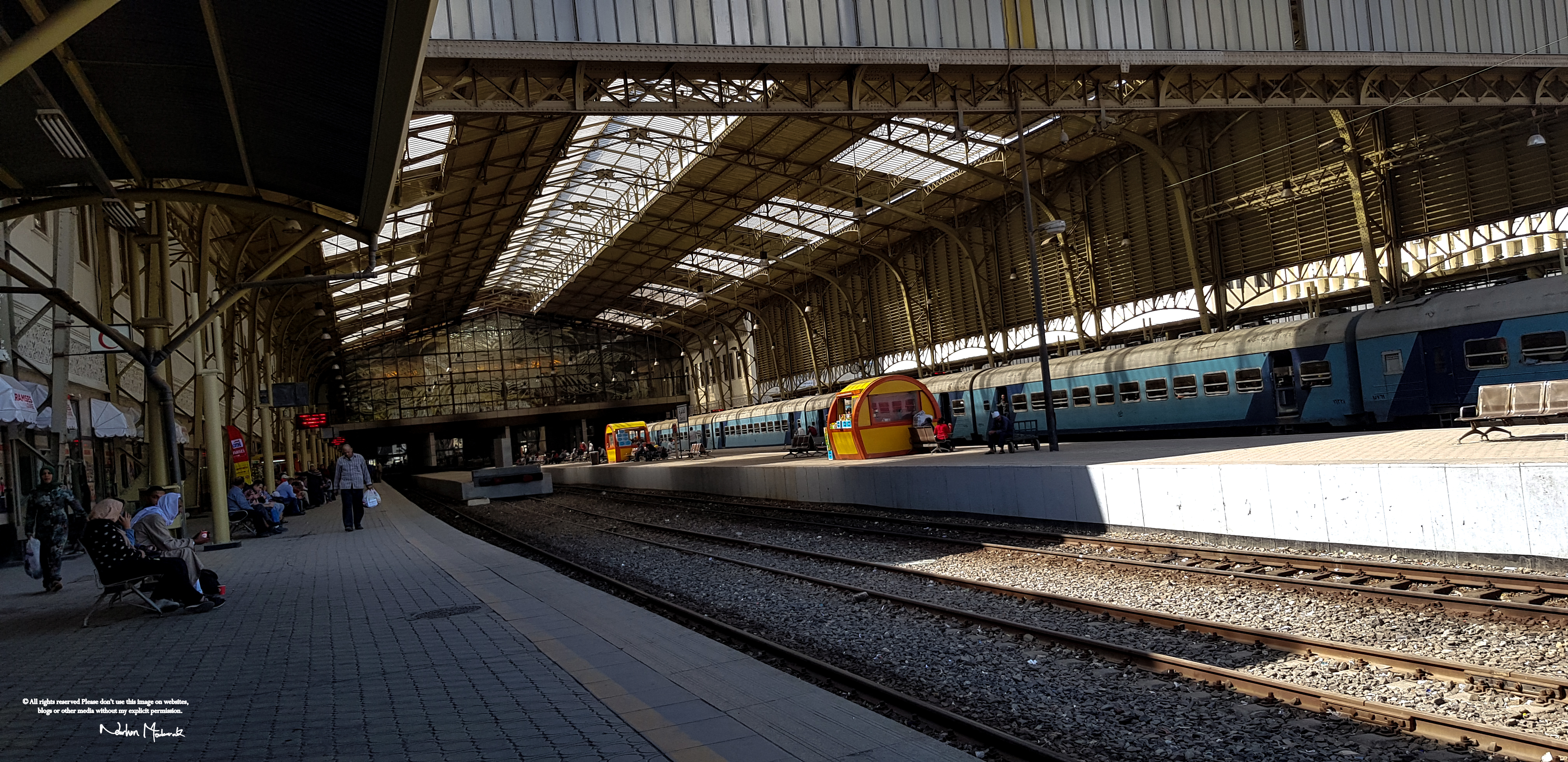
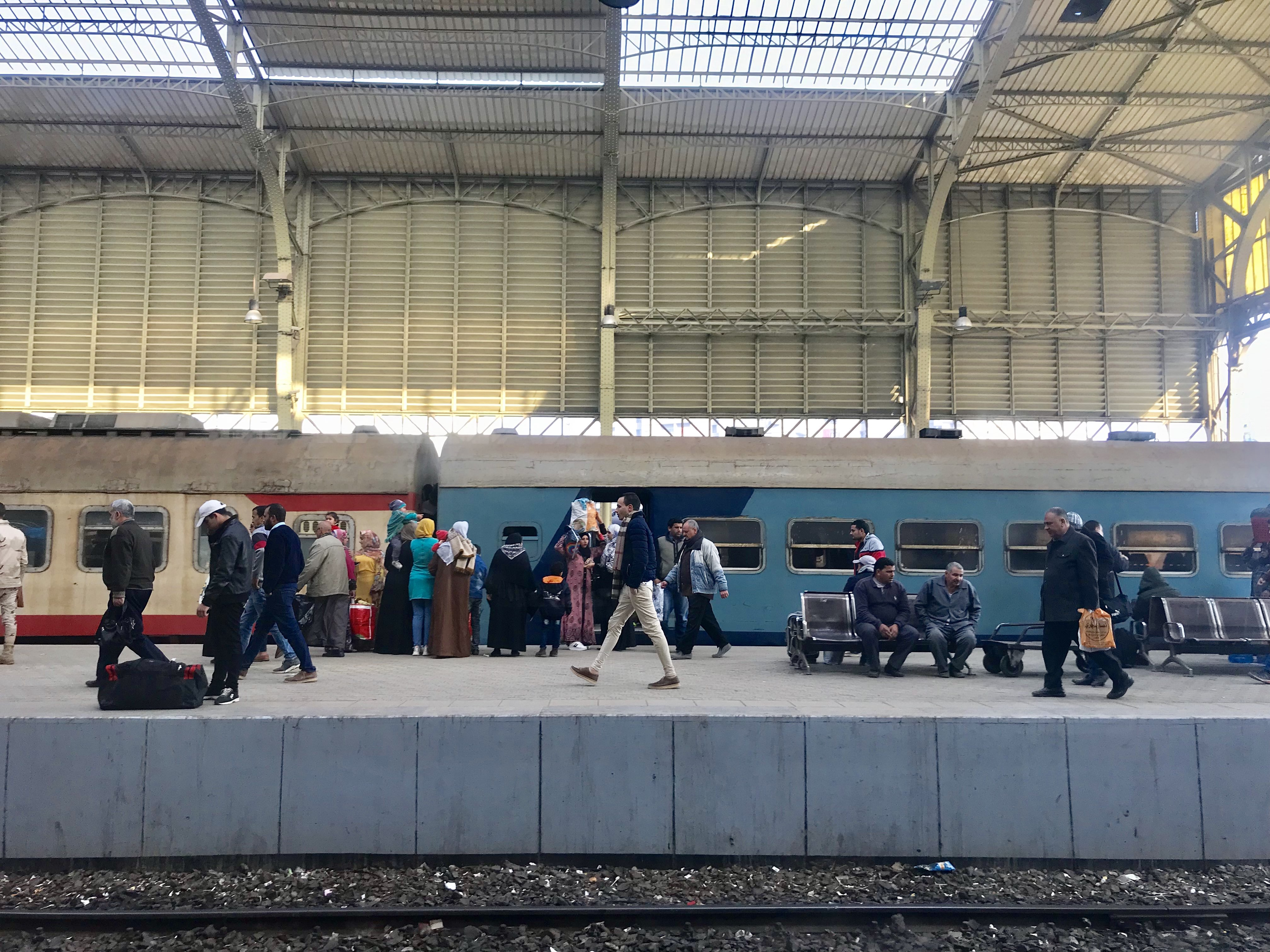
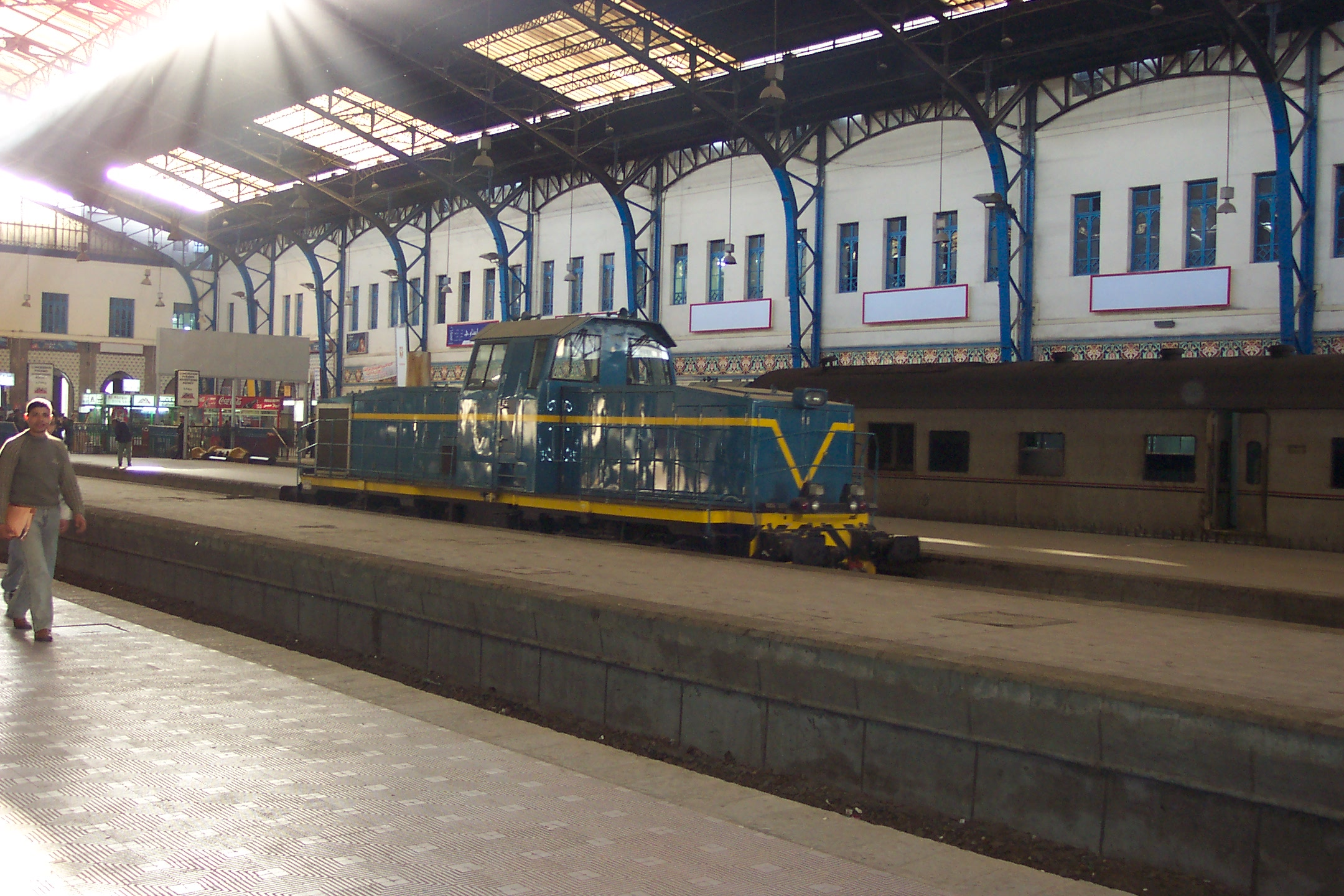
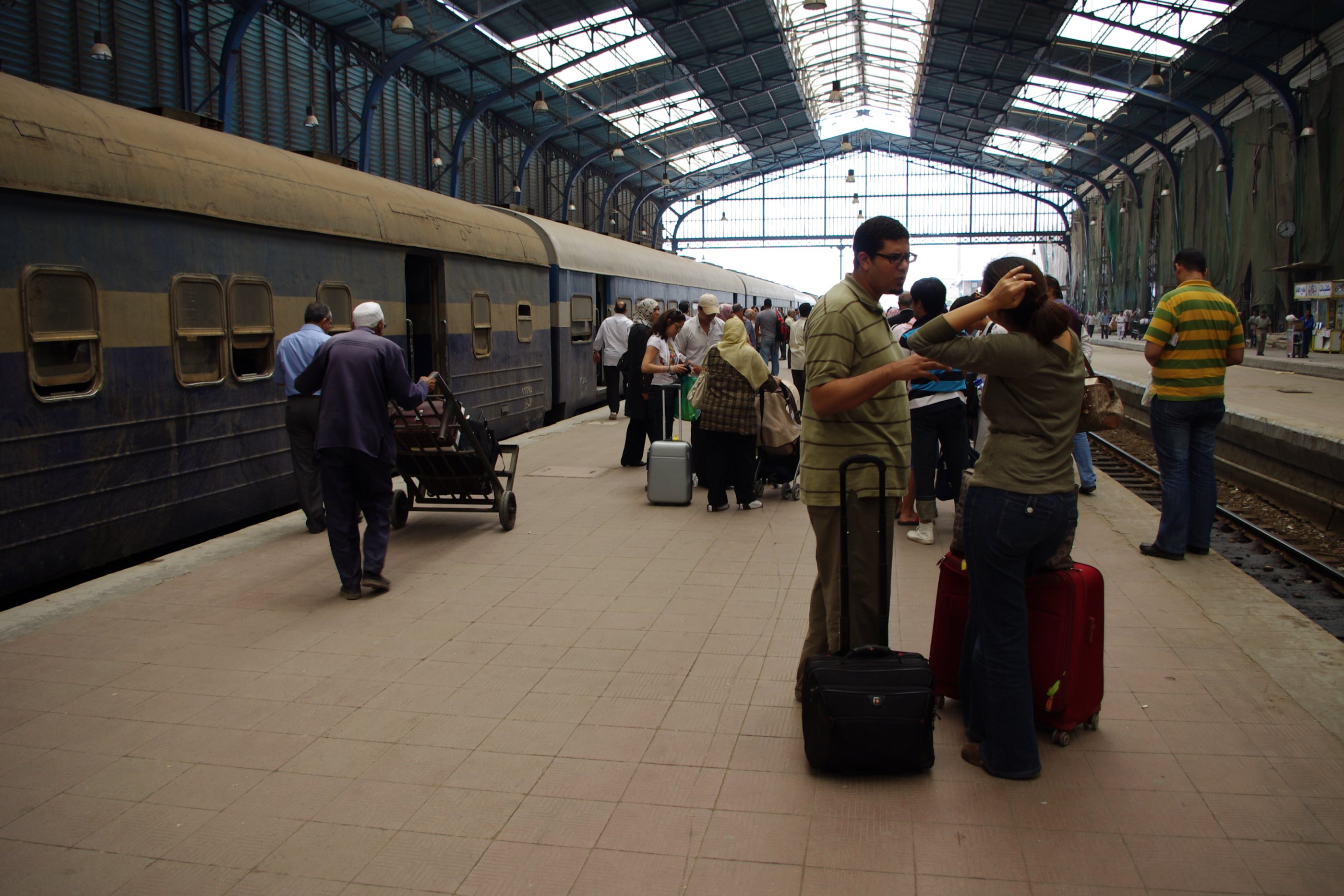
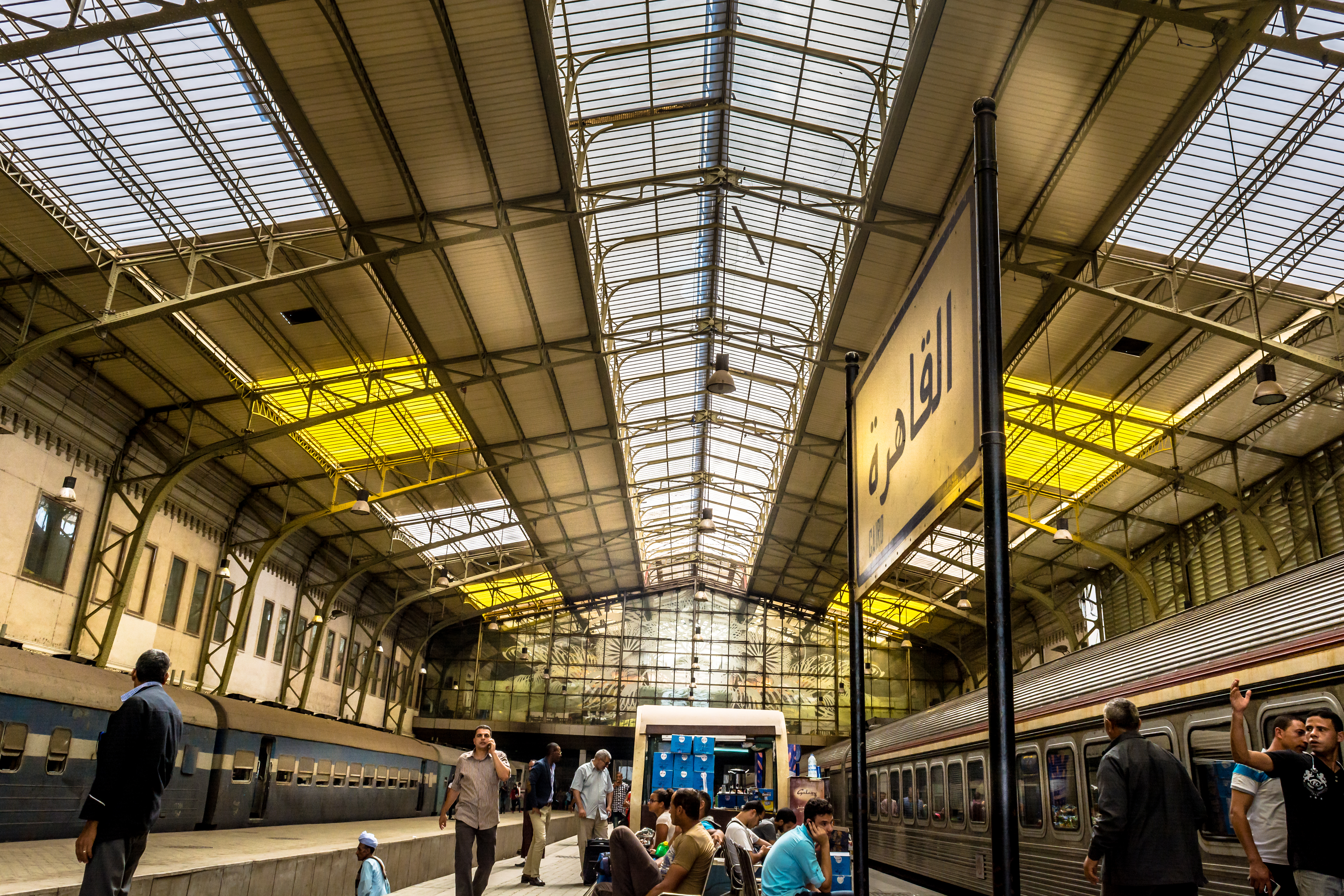

### Desserte
Les trains directs de nuit de Watania sleeping trains assurent des relations entre la gare Ramsès et les gares de Louxor et d'Assouan.

## Musée ferroviaire
La gare abrite le musée ferroviaire du Caire depuis son inauguration en 1933.

## La gare au cinéma
La gare a servi de lieu de tournage à Youssef Chahine pour son film Gare centrale, réalisé en 1958,.